# کیا نیرو
کیا نیرو (به انگلیسی: Kia Niro) یک خودروی هیبریدی کامپکت کراس اوور کوچک است که شرکت کیا موتورز از سال ۲۰۱۶ تولید می‌کند.

## نگارخانه

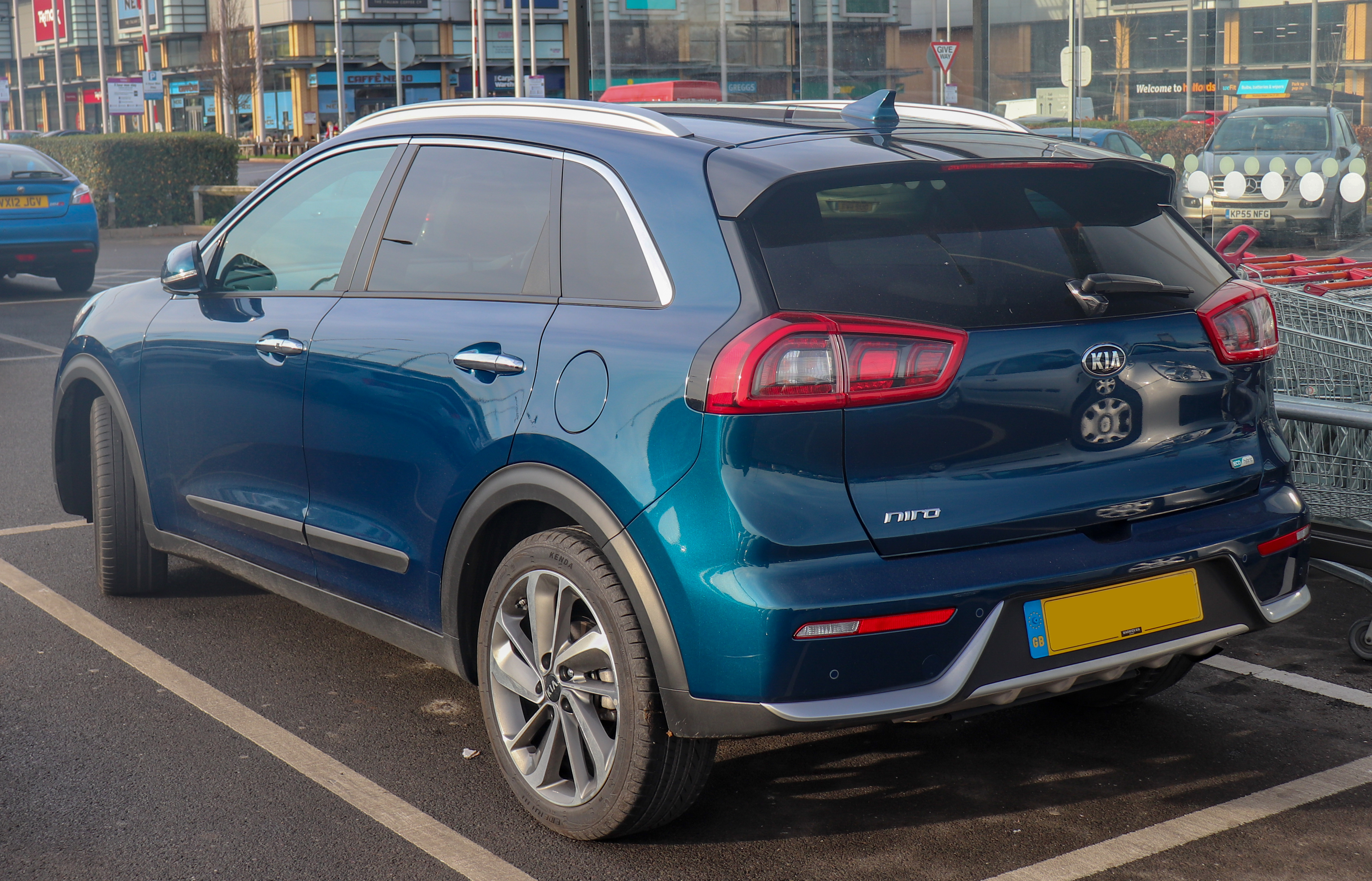
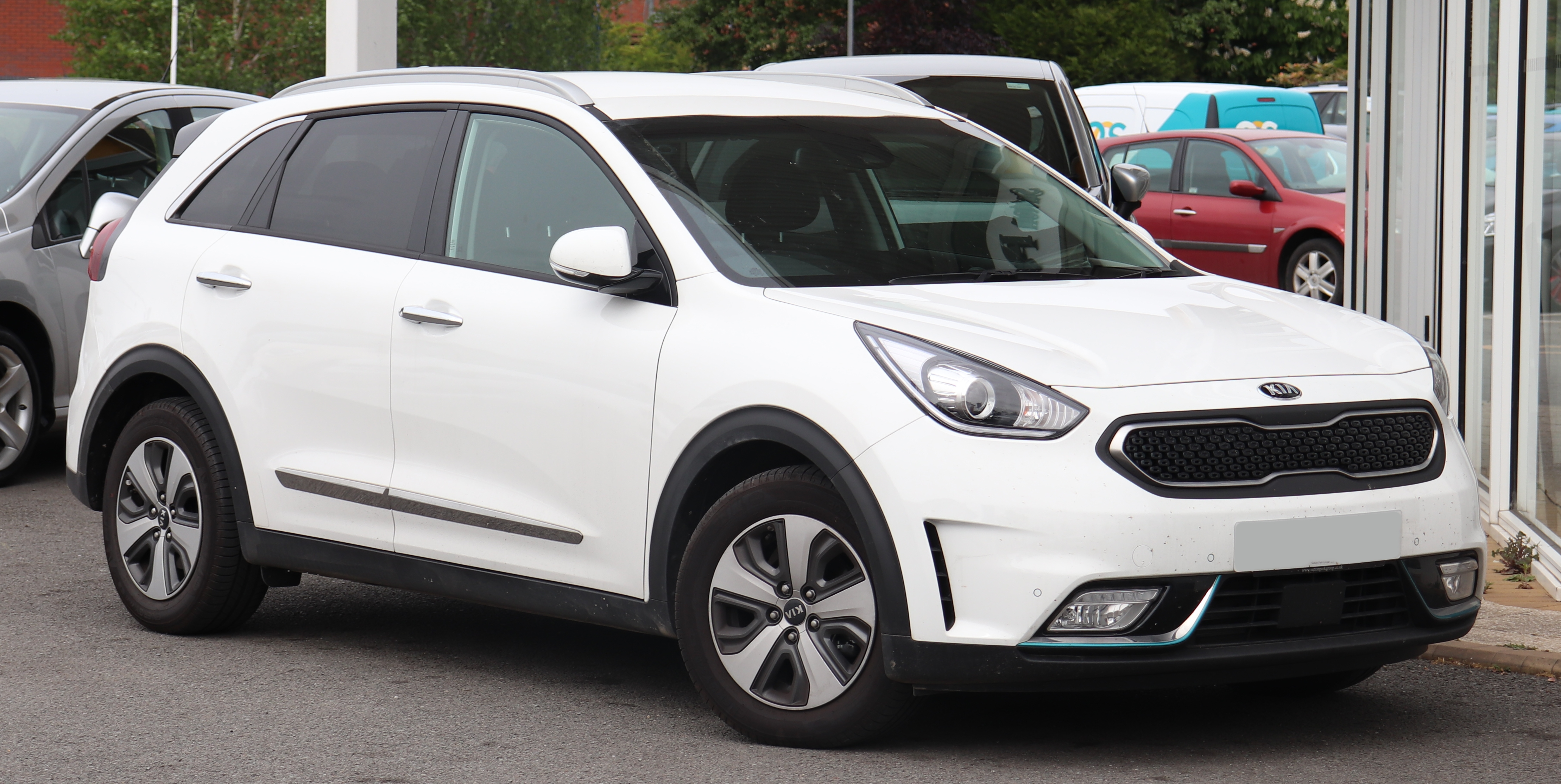
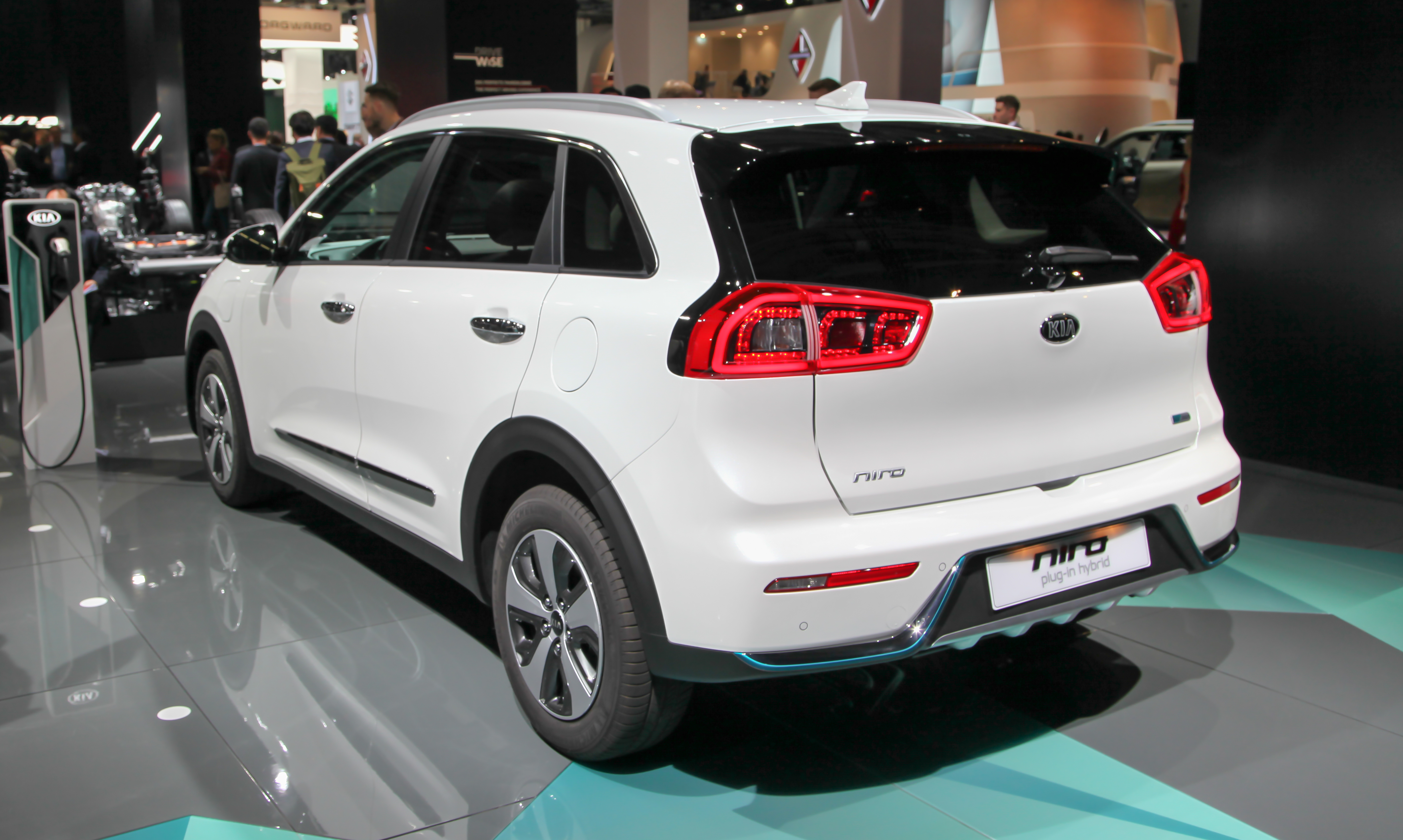